# Gresovščak
Gresovščak  je naselje v Občini Ljutomer.Spada v Krajevno skupnost Železne Dveri.